# Haykadzor
Haykadzor (en arménien Հայկաձոր) est une communauté rurale du marz de Shirak en Arménie. En 2008, elle compte 527 habitants.
Située sur la frontière arméno-turque, elle fait face à l'ancien et important monastère de Horomos.